# وحدات وقادة الشوتزشتافل

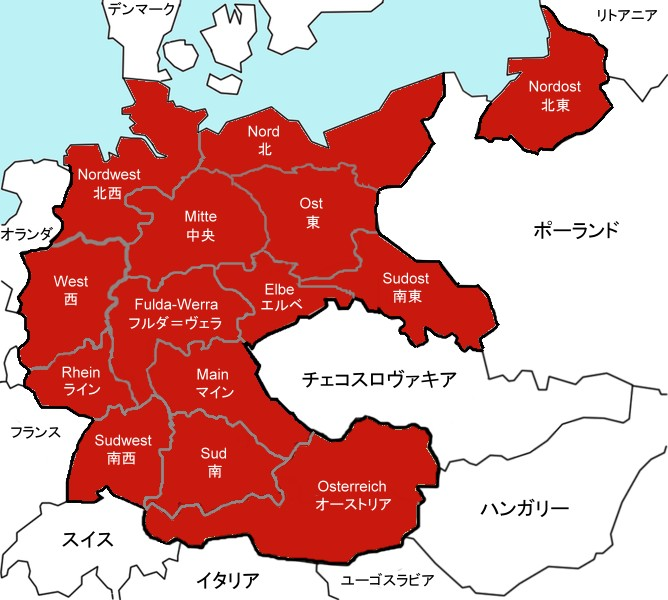

وحدات وقادة الشوتزشتافل ألقاب تنظيمية تستخدمها قوات الأمن الخاصة لوصف العديد من المجموعات والقوى والتشكيلات التي كانت موجودة داخل قوات الأمن الخاصة منذ إنشائها في عام 1923 وحتى السقوط النهائي لألمانيا النازية في عام 1945. 
يمكن تقسيم تسمية وحدات الشوتزشتافل إلى عدة أنواع مختلفة من المؤسسات، خاصةً الألقاب المبكرة التي تستخدمها الشوتزشتافل، وعناوين وحدة الشوتزشتافل في ألجيماينه إس إس ، وعناوين التشكيل العسكري المستخدمة من قبل فافن إس إس، وعناوين الأوامر المرتبطة بشرطة الأمن، وعناوين الوحدات الخاصة التي تستخدمها تنظيمات الشوتزشتافل مثل وحدات فرق الموت المتنقلة في أينزاتسغروبن. 

## أوامر الشوتزشتافل المبكر

### 1920-1925
من عام 1920 إلى عام 1925، تم استخدام العديد من المصطلحات شبه العسكرية المبكرة لوصف المجموعات المختلفة التي أصبحت في نهاية المطاف قوات الأمن الخاصة. من بين أكثرهم: 
- Saal-Schutz ("قاعة الحماية"): تشكلت في نهاية عام 1920. لقد كانت وحدة حراسة دائمة صغيرة مكونة من متطوعي الحزب النازي لتوفير الأمن لاجتماعات الحزب النازي في ميونيخ. تم حلها بعد صدور حكم بحق هتلر وسجنه في عام 1924. [1]
- Stabswache ("حراسة المقر"): تستخدمه عدة وحدات من فرايكوربس، ثم تم تبنيه من قبل رائد الشوتزشتافل. [2]
- Stosstrupp ("قوات الصدمة"): رحيل من الحرب العالمية الأولى، وحدة الحراسة الشخصية المبكرة للحزب النازي الناشئ. رائد في الحرس الشخصي مخصص لحماية هتلر. [3]
- Schutzkommando ("قيادة الحماية"): وهو أيضًا لقب فرايكوربس، وكان هذا أحد الأسماء الأولى لشوتزشتافل قبل أن تتبنى الوحدة اسمها النهائي الشوتزشتافل، وتم الاعتراف بها رسميًا في نوفمبر 1925. [3]

### 1925-1929
في سبتمبر 1925، أنشأت قوات الأمن الخاصة الناشئة أول هيكل تنظيمي لها، وذلك باستخدام العناوين التالية: 
- Oberleitung ("القيادة العليا"): كان هذا مقر قيادة قوات الأمن الخاصة (كانت في ذلك الوقت مجرد كتيبة من العاصفة النازية) وكان مقرها الرئيسي في ميونيخ.
- SS-Gau ("SS-Region"): كانت هناك خمس مناطق الشوتزشتافل تم تأسيسها في جميع أنحاء ألمانيا، برئاسة قائد الشوتزشتافل المعروف باسم إس إس- Gauführer (قائد المنطقة).
- SS-Staffel ("SS-Squadron"): كانت هذه الوحدة القياسية لشوتزشتافل الأولى في أواخر العشرينات. احتوت فرقة SS-Squadron على سرية مكونة من عشرة رجال، يرأسها ضابط يُعرف باسم إس إس- ستافيلوهرر (تم اختصار هذا اللقب بسرعة إلى إس إس- فوهرر).

### 1929-1931
في يناير 1929، بعد تولي هاينريش هيملر قيادة الشوتزشتافل، تم إلغاء الألقاب التنظيمية القديمة وأصبحت المصطلحات التالية: 
- Oberstab ("كبار الموظفين"): كان هذا هو اسم مقر الشوتزشتافل، والذي كان تحت قيادة هيملر اعتبارًا من يناير 1929. [4]
- Abteilung ("القسم"): تم استخدام مصطلح Abteilung لوصف أقرب شكل من المكاتب الشوتزشتافل الرئيسية واعتبرت مكاتب تابعة ملحقة Oberstab. شملت مكاتب قوات الأمن الخاصة عام 1929 الإدارة والموظفين والشؤون المالية والأمنية والعرقية.
- SS-Oberführerbereiche ("منطقة القيادة العليا"): بحلول عام 1930، تم دمج إس إس -غاو القديم في ثلاث مناطق قيادية عليا تشمل شرق وغرب ألمانيا (بما في ذلك المناطق الشمالية من البلاد) ومنطقة تشمل جنوب ألمانيا والتي كانت تعتبر جنوب ألمانيا الأكثر أهمية لأن هذا كان موقع المكاتب الرئيسية للحزب النازي. تمت قيادة كل Oberführerbereich بواسطة أوبرفورر.

### 1931-1933
في عام 1931، عندما بدأت عضوية الشوتزشتافل في تجاوز 100،000، قام هيملر بإعادة تنظيم الشوتزشتافل وإنشاء عناوين القيادة الجديدة هذه: 
- SS-Amt ("إس إس-مكتب"): في الأصل في عام 1931 كان هناك ثلاثة مكاتب الشوتزشتافل؛ مكتب المقر ( SS-Amt )، ومكتب العرق ( SS-Rasseamt ) ومكتب الأمن ( Ic Dienst الذي أصبح الشرطة الأمنية الألمانية في عام 1932). [4] [5] بحلول عام 1933، سيتم إعادة تسمية هذه المكاتب تحت رتبة Hauptamt والتي ستظل الاسم القياسي لمكتب الشوتزشتافل الرئيسي طوال فترة وجود المجموعة. [4]
- SS-Gruppen ("مجموعات SS"): كانت هذه هي أوامر التقسيم الأقدم لما أصبح ألجيماينه إس إس. كان هناك خمس مجموعات الشوتزشتافل أنشئت أصلاً: الشمال والجنوب والشرق والغرب والجنوب الغربي. تمت قيادة كل مجموعة شوتزشتافل بواسطة جروبنفهر.
- SS-Brigaden ("SS- الألوية "): كانت ألوية الشوتزشتافل هي أوامر وسيطة بين مجموعات الشوتزشتافل وأوامر فوج الشوتزشتافل الأقل المعروفة باسم Standarte. تم قيادة كل لواء من قوات الأمن الخاصة من قبل بريغيجاديه فوهرر.

## قادة فافن إس إس
استخدمت فافن إس إس عناوين الوحدات العسكرية للجيش القياسية، في التسلسل الهرمي التالي. 

## أوامر توتنكوبف
حافظت توتنكوبف-إس إس على تسلسل هرمي لعناوين معسكر الاعتقال النازي، بالترتيب التالي: 
- كوماندانت
- لاجرفير
- رابورتفوهرر
- بلوكفورر

## أوامر الوحدة الخاصة
كانت أينزاتسغروبن فرق  يحجم فوج التي تم تقسيمها إلى مزيد من اينساتسكوماندو، والتي كانت تشكيلات بحجم سرية. 

### اقتباسات
1. ↑  Evans 2003.
2. ↑  McNab 2009.
3. 1 2  Weale 2012.
4. 1 2 3  Yerger 1997.
5. ↑  Longerich 2012.